# Holly Body
Holly Body, (Rochelle Trevis), (født 4. juni 1970) i Encino, Californien, er en amerikansk pornostjerne, stripper og callgirl. In sine tidlige film medvirkede hun som Holly "BJ" Morgan.

## Biografi
Holly voksede op i det hun selv beskriver som en "konservativ familie". Hendes forældre sov i hver sin seng, og sex var ikke et emne der nogensinde blev diskuteret.
I 1992 arbejdede hun som servitrice på en mexicansk restaurant i San Fernando Valley, da pornoinstruktøren/stjernen Rex Hickok (også kendt som Rex Cabo) henvendte sig til hende. På det tidspunkt gik hun på Santa Monica Community College og optrådte samtidig som bikini-danserinde og stripper.
Dengang var hendes hår blond. Efter et par år udenfor industrien blev hun eftersigende gift med en professionel amerikansk fodboldspiller, som spillede for Oakland Raiders.[kilde mangler] Hun vendte tilbage til pornoindustrien som brunette, nu med store brystimplantater.
Holly var en af 1990'ernes mest succesfulde pornostjerner, og hun medvirkede både i amerikanske og europæiske film. Hun valgte at forblive freelance (i modsætning til de fleste af hendes kolleger som arbejdede med et selskab under en eksklusiv kontrakt).
Omkring årtusindskiftet trak hun sig igen tilbage i et par år. Hun vendte tilbage i 2003, med endnu tydeligere plastikkirurgi, specielt i ansigtet.
Hun repræsenteres i øjeblikket i pornoindustrien via LA Direct Models.

## Trivia
- Holly tog sit "kunstnernavn" fra filmen Body Double af instruktør Brian De Palma, hvori Melanie Griffith spiller en erotisk danserinde ved navn Holly Body.